# Џон Худ
Џон Худ (енгл. John Hood, 1831– 1879), истакнути генерал Конфедерације у Америчком грађанском рату.

## Војна служба
У лето 1864, генерал Худ постављен је за команданта војске Конфедерације у Тенесију, пошто је председник Џеферсон Дејвис био незадовољан сталним повлачењем генерала Џозефа Џонстона после пораза код Чатануге (23-25. новембра 1863). Међутим, положај снага Конфедерације на западном ратишту био је изразито неповољан: према Худовој исцрпљеној војсци напредовале су три армије Севера под командом Вилијама Шермана. До краја јула 1864. Худ је изгубио три битке и био је принуђен да напусти Атланту, престоницу Џорџије. Покушао је да противнападом према северу пресече Шерманове линије снабдевања, али је 15. децембра страховито потучен у бици код Нешвила. Успео је да се повуче преко Тенесија, али се његова војска практично распала.
У пролеће 1865. командовао је снагама Конфедерације (око 30.000) у Алабами.